# Свинарка (притока Ірпеня)
Свинори́йка, Свинарка — річка в Україні, у Брусилівському й Макарівському районах Житомирської та Київської областей, ліва притока Ірпеня.

## Історія
Під назвою Свинарка річка зафіксована І. Фундуклеєм (1852), Л. Похилевич (1864) називає її Очеретянкою (Очеретнею). Місцеві жителі називають її Волошкою.

## Опис
Довжина річки 20 км., похил річки — 2,8 м/км. Формується з багатьох безіменних струмків та 4 водойм. Площа басейну 69,5 км².

## Розташування
Бере початок у селі Вільшка. Тече переважно на схід у межах сіл Юрівка, Деминівка, Вільшанська Нива, Вільне. На околиці села Соснівка впадає в річку Ірпінь, притоку Дніпра.

## Риби Свинорийки
У річці водяться верховодка звичайна, щука звичайна, карась звичайний, окунь, пічкур та плітка звичайна.